# Alexander Radwan
Alexander Gamal Radwan (ur. 30 sierpnia 1964 w Monachium) – niemiecki polityk i prawnik, działacz bawarskiej CSU, poseł do Parlamentu Europejskiego V i VI kadencji, deputowany do Bundestagu.

## Życiorys
Urodził się w 1964 jako syn Niemki i Egipcjanina wyznania chrześcijańskiego; stąd też jego drugie imię Gamal. W 1987 ukończył wyższą szkołę techniczną (Fachhochschule) ze specjalnością inżyniera aeronautyki. Później kształcił się w zakresie prawa, zdając państwowe egzaminy pierwszego i drugiego stopnia. Pracował w przemyśle, m.in. jako menedżer w branży telekomunikacyjnej. Zaangażował się w działalność samorządową w powiecie Miesbach, był przewodniczącym młodzieżówki chadeckiej (Junge Union) w Miesbach i Górnej Bawarii.
W 1999 z listy Unii Chrześcijańsko-Społecznej w Bawarii po raz pierwszy uzyskał mandat deputowanego do Parlamentu Europejskiego. W wyborach w 2004 z powodzeniem ubiegał się o reelekcję z ramienia CSU. Był m.in. członkiem grupy chadeckiej, pracował m.in. w Komisji Gospodarczej i Monetarnej. W 2008 odszedł z PE w związku z wyborem w skład landtagu Bawarii. W 2013 wybrany do Bundestagu; mandat w federalnym parlamencie utrzymywał również w 2017, 2021 i 2025.